# 켈로이드

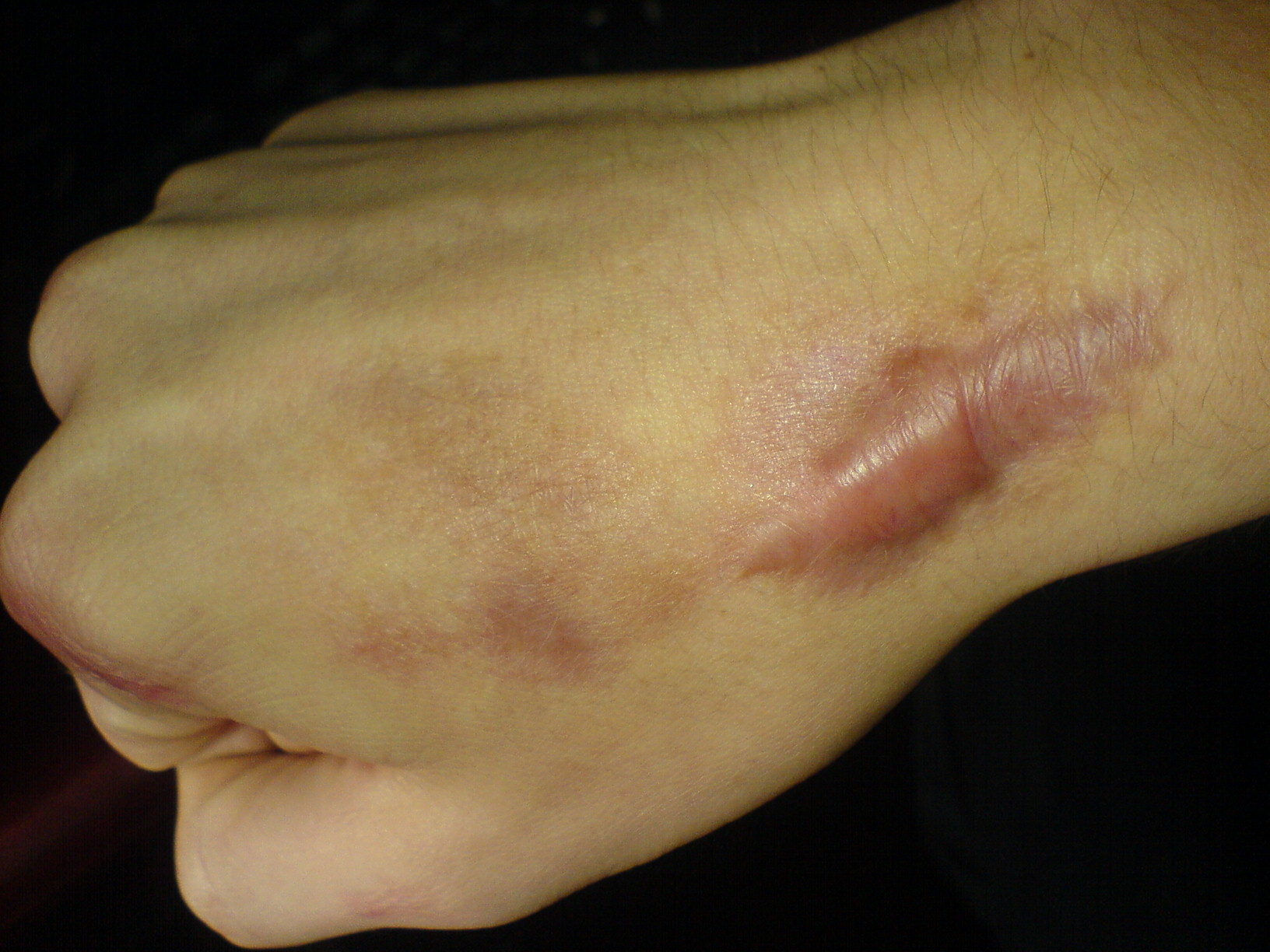
손목 수술 부위에 발생한 켈로이드

켈로이드(keloid) 또는 켈로이드 흉터는 진피 내 섬유성 조직이 과성장으로 인해 발생한다고 알려져 있는 비전염성 양성 질환이다. 병리학적으로 조직의 제1형 콜라겐에 비해 제3형 콜라겐 비율이 비정상적으로 높아져 있는 소견과 연관되어 있다고 알려져 있다. 켈로이드는 육안상 튀어나와 있으며, 주변 정상 피부색에 비해 붉거나 어두운 피부색 변화를 보인다. 켈로이드는 비후성 반흔과 다소 혼동되어 사용되고 있으나, 정의상 비후성 반흔은 시간이 지나면서 저절로 좋아지는 경우를 일컫으며 비후된 부위가 기존 상처 범위를 넘어서지 않는다. 반면 켈로이드는 기존 상처 범위를 넘어서 조직이 확장되는 특징을 갖고 있으며 치료 없이 저절로 좋아지지 않는다. 

## 발생 부위 및 발생 원인
켈로이드는 귀에 가장 많이 발생하는 것으로 알려져 있다. 가슴, 어깨, 복부, 회음부 등의 체간부, 상하지, 안면부에 걸쳐 신체 어느 부위에도 발생할 수 있다. 
유전적인 소인으로 발생하는 경우와 환경적인 원인으로 발생하는 경우가 있다. 유전적인 요인으로 인하여 대개 아시아인, 흑인 등의 유색인종에 흔히 발생한다고 알려져 있다.  
환경적 원인으로는 염증, 외상, 수술, 이물질 등이 대표적인 예이다. 그러나 특별한 원인 없이 자발성으로 발생하는 켈로이드도 문헌상 드물게 보고되고 있다. 

## 증상
흔하게 동반되는 증상으로는 통증, 가려움증(소양감), 이상감각을 들 수 있다. 켈로이드가 관절부위에 침범하게 된다면 움직임에 제한을 줄 수 있다. 그리고 비교적 눈의 잘띄는 귀를 비롯한 안면부에 발생한 경우에는 환자에게 정신적인 스트레스를 유발할 수 있다. 

## 치료방법
켈로이드는 다양한 치료방법이 시도되고 있다. 대표적인 치료방법으로는 수술적 절제술, 압박 치료, 병변내 스테로이드주사, 병변내 항암주사, 냉동 치료, 방사선 치료, 레이저 치료, 실리콘 겔 시트 요법, 기타 연고 요법 등을 들 수 있다. 그러나 단독 치료 요법으로 성공적인 치료를 기대하기 어렵다는 것이 정설이다. 따라서 다양한 치료를 병행하여 치료하는 것이 일반적으로 추천되고 있다. 

## 예후
초기 성공적인 치료에도 불구하고 장기간 경과 관찰 시 켈로이드는 재발하는 경우가 흔하다. 1436 케이스를 분석한 연구 결과의 의하면, 재발에 관여하는 인자로 높은 체질량 지수, 이전의 치료 경험이 있는 경우, 유병 기간이 긴 경우 등을 들 수 있다고 한다.   

## 참고 문헌
- Park TH, Seo SW, Kim JK, Chang CH (2011) Outcomes of surgical excision with pressure therapy using magnets and identification of risk factors for recurrent keloids.

Plast Reconstr Surg. 2011 Aug;128(2):431-9
- Park TH, Seo SW, Kim JK, Chang CH (2012) Earlobe keloids: classification according to gross morphology determines proper surgical approach.
- Dermatol Surg. 2012 Mar;38(3):406-12

### 추가 자료
- Halim AS, Saad AZ, Park TH, Powar RS.
- Volume I: Principles and Advances in Plastic Surgery
- Chapter 4. Scar Biology and Its Management. In Karoon Agrawal, Surajit Bhattacharya (Ed.), Textbook of Plastic, Reconstructive, and Aesthetic Surgery (pp.67-92). ISBN: 9789385062759